# Rolands Pužulis
Rolands Pužulis (* 19. Mai 1990) ist ein lettischer Biathlet.
Rolands Pužulis gab sein internationales Debüt 2008 bei den Wettbewerben der Junioren im IBU-Cup. In Ruhpolding bestritt er noch im selben Jahr bei den Junioren-Weltmeisterschaften seine erste internationale Meisterschaft. Im Einzel erreichte er einen 26. Platz, wurde 41. im Sprint, verbesserte sich im darauf basierenden Verfolgungsrennen auf den 19. Platz und erreichte mit der Staffel Lettlands Platz acht. Es folgte die Teilnahme an den Junioren-Wettkämpfen der Biathlon-Europameisterschaften 2008 in Nové Město na Moravě, bei denen Pužulis im Einzel 40. wurde, 61. im Sprint und damit die Verfolgung um einen Rang verpasste und mit der Staffel auf den siebten Platz lief. Ein Jahr später nahm der Lette in Ufa erneut an den Europameisterschaften teil. Zunächst wurde er in den Juniorenrennen eingesetzt. Im Einzel wurde Pužulis Zehnter sowie 38 im Sprint. Zur Verfolgung trat er nicht an. Für die Staffel wurde er ins Männerteam berufen und wurde an der Seite von Edgars Piksons, Oskars Muižnieks und Aleksandris Sverckovs als Schlussläufer der Staffel Elfter.

## Platzierungen im Biathlon-Weltcup
Die Tabelle zeigt alle Platzierungen (je nach Austragungsjahr einschließlich Olympische Spiele und Weltmeisterschaften).
- 1.–3. Platz: Anzahl der Podiumsplatzierungen
- Top 10: Anzahl der Platzierungen unter den ersten zehn (einschließlich Podium)
- Punkteränge: Anzahl der Platzierungen innerhalb der Punkteränge (einschließlich Podium und Top 10)
- Starts: Anzahl gelaufener Rennen in der jeweiligen Disziplin
- Staffel: inklusive Mixed- und Single-Mixed-Staffeln

| Platzierung         | Einzel | Sprint | Verfolgung | Massenstart | Staffel | Gesamt |
| ------------------- | ------ | ------ | ---------- | ----------- | ------- | ------ |
| 1. Platz            |        |        |            |             |         |        |
| 2. Platz            |        |        |            |             |         |        |
| 3. Platz            |        |        |            |             |         |        |
| Top 10              |        |        |            |             |         |        |
| Punkteränge         |        |        |            |             | 20      | 20     |
| Starts              | 9      | 24     |            |             | 20      | 53     |
| Stand: Karriereende |        |        |            |             |         |        |